# 中国科学院大学电子电气与通信工程学院
中国科学院大学电子电气与通信工程学院是2012年中国科学院大学与中国科学院电子学研究所联合组建成立的学院，其前身为中国科学院研究生院信息科学与工程学院。

## 主要专业
信息与通信工程、电子科学与技术、电气工程3个一级学科，研究领域覆盖电气工程、电子与通信工程、集成电路工程3个学位类别

## 历任院长
1. 第一任　2012年至今　院长：吴一戎 执行院长：焦建彬